# Roger
Roger – imię męskie pochodzenia germańskiego. Wywodzi się od słów oznaczających „sławny dzięki władaniu oszczepem”.
Imieniny obchodzi: 4 stycznia, 5 stycznia, 28 stycznia, 1 marca, 15 września i 15 listopada.
Znane osoby noszące to imię:
- Roger I – hrabia Sycylii
- Brat Roger (Roger Louis Schutz-Marsauche) – założyciel wspólnoty z Taizé
- Roger Bacon – angielski filozof, franciszkanin
- Roger Federer – szwajcarski tenisista
- Roger Guerreiro – brazylijski piłkarz z polskim obywatelstwem
- Roger Łubieński – podróżnik, poseł na sejm galicyjski
- Ruggero Leoncavallo – włoski kompozytor
- Roger Taylor – perkusista zespołu Queen
- Roger Milla – kameruński piłkarz
- Roger Moore – brytyjski aktor filmowy
- Roger Mortimer – kochanek królowej angielskiej Izabeli Francuskiej, żony króla Edwarda II
- Rüdiger Overmans (ur. 1954) – niemiecki historyk
- Roger Sławski – polski architekt, naczelny architekt Powszechnej Wystawy Krajowej w Poznaniu
- Roger Waters – brytyjski progresywny muzyk i kompozytor rockowy
- Roger Zelazny – amerykański pisarz science-fiction i fantasy
- Roger Karwiński – polski aktor znany z serialu Niania
- Roger (początek XIII wieku-1266) – arcybiskup Spalato (dzisiejszego Splitu)

Osoby noszące nazwisko Roger:
- Juliusz Roger – lekarz, etnolog